# Gerbera lijiangensis
Gerbera lijiangensis là một loài thực vật có hoa trong họ Cúc. Loài này được Y.Q.Tseng mô tả khoa học đầu tiên năm 1986.